# Alexey Vermeulen
Alexey Vermeulen (Memphis, 16 december 1994) is een Amerikaans wielrenner die anno 2018 rijdt voor Interpro Stradalli Cycling.

## Carrière
In 2015 werd hij tweede op het nationaal kampioenschap tijdrijden voor beloften, achter Daniel Eaton.
Na twee jaar bij Team LottoNL-Jumbo te hebben gereden, werd zijn contract aan het eind van 2017 niet verlengd. Vanaf maart 2018 sloot hij zich aan bij Interpro Stradalli Cycling. Namens die ploeg won hij in april de vierde etappe in de Ronde van Marokko, waardoor hij de leiderstrui overnam van Louis Pijourlet.

## Overwinningen
2011
 Amerikaans kampioen op de weg, Junioren
2018
4e etappe Ronde van Marokko

## Resultaten in voornaamste wedstrijden
| Jaar | Ronde van Italië | Ronde van Frankrijk | Ronde van Spanje |
| ---- | ---------------- | ------------------- | ---------------- |
| 2016 |                  |                     |                  |
| 2017 |                  |                     |                  |

| Jaar | Luik-Bast.‑Luik | Ronde van Lombardije | Waalse Pijl |  | WK op de weg |  | Wereldranglijsten |
| ---- | --------------- | -------------------- | ----------- |  | ------------ |  | ----------------- |
| 2016 | opgave          | opgave               | 131e        |  | opgave       |  |                   |
| 2017 | 85e             |                      | 88e         |  | opgave       |  | 337e (UWT)        |

## Ploegen
- 2016 –  Team LottoNL-Jumbo
- 2017 –  Team LottoNL-Jumbo
- 2018 –  Interpro Stradalli Cycling (vanaf 1-3)

Battaglin · Bennett · Bouwman · Campenaerts · Castelijns · van Emden · Gesink · Goos · Groenewegen · Hofland · Keizer · Kelderman · Kruijswijk · Lammertink · Leezer · Lindeman · Martens · Roglič · Roosen · Tankink · Teunissen · Tjallingii · Van Asbroeck · Vanmarcke · Vermeulen · Wagner · van Winden · Wynants
Battaglin · Bennett · Boom · Bouwman · Campenaerts   · Castelijns · Clement · De Tier · van Emden · Gesink · Groenewegen · Jansen · Keizer · Kruijswijk · Lammertink · Leezer · Lindeman · Lobato · Martens · Olivier · Roglič · Roosen · Tankink · Tolhoek · Van den Broeck · Van Hoecke · Vermeulen · Wagner · Wynants · Janssen (stagiair)
Amadori · Eikeland · Etxabe · Hishinuma · Hjorth · Hudry · Ishihara · Lamarre · Mitsuda · K. Mizuno · T. Mizuno · Okubamariam · Rousseau · Shinoda · Vermeulen · Whitehouse